# スマッシュ!メグ
『スマッシュ!メグ』は、佐伯かよのによる日本の漫画。1980年から1982年にかけて『週刊少女コミック』（小学館）にて連載された。全6巻。

## ストーリー
学生時代に男子シングルスで名をはせた有名弁護士の父、大学と高校の女子シングルスNo.1の二人の姉を持つ朝比奈恵は、朝比奈家のみそっかすと呼ばれている。姉たちの通う名門校、高千穂学園テニス部に入部するも上手くできない。そこへアメリカ帰りの謎の転校生、穂村忍が現れる。忍の指導の下、めきめきと頭角を現すようになり、高校テニス制覇を目指す。

## 登場人物
朝比奈 恵（あさひな めぐみ）
プロテニスプレイヤーの父、高校テニスNo.1の二人の姉を家族に持つ。名門、高千穂学園テニス部に入部するもみそっかす扱いされている。忍の指導により上達していき、高校テニス制覇する。
穂村 忍（ほむら しのぶ）
アメリカ帰りの謎の転校生。ある理由でテニス選手としての生命が絶たれたと判断されており、長時間のプレイは不可能。
滝沢 理絵（たきざわ りえ）
開明高校テニス部員。不良であるがテニスの腕は確か。メグと親友となる。
緒方 一乗（おがた いちじょう）
高千穂学園高等部男子テニス部のただ一人の部員（プラス中等部の男子部員は本田のみ）。白鳥麻由子のいとこ。世界を目指すためにアメリカへ渡る。
白鳥 麻由子（しらとり まゆこ）
大和高校テニス部員。関東選手権ではメグを破り優勝するが、全日本選手権を棄権し、緒方と共に渡米した。
円城寺 京（えんじょうじ みやこ）
響学園テニス部員。公家のお嬢様、虚弱体質を克服するために「ブーメラン・ボレー」を編み出す。
五十嵐 玲子（いがらし れいこ）
夕陽ガ丘高校テニス部員。小柄で可愛らしく見えるが、一旦試合が始まると威圧感は巨大。一匹狼で他の部員からは孤立していた。
本田 拓人（ほんだ たくと）
高千穂学園中等部男子テニス部員。緒方が渡米すると男子部はひとりになってしまうので、緒方から女子テニス部へ預けられた。女子と見まがう可愛い容姿の持ち主。名の由来は本田技研のスクーター。
文化祭で女装させられて以来、女装男子に目覚め、常にスコート姿で行動するようになる。自分が原因で怪我をした理絵のユニフォームを盗み、身代わりとして理絵に変装して試合をこなして勝つなど、テニスの実力はかなりの高さ。

## 書誌情報
- 佐伯かよの『スマッシュ!メグ』小学館〈フラワーコミックス〉、全6巻

後に秋田書店からも、2001年に文庫本3巻が発売された。